# Dominika Grabowska
Dominika Grabowska (Pruszków, 26 dicembre 1998) è una calciatrice polacca, centrocampista dell'Hoffenheim e della nazionale polacca.

## Statistiche

### Presenze e reti nei club
Statistiche (parziali) aggiornate al 17 maggio 2025.
| Stagione             | Squadra              | Campionato           | Campionato | Campionato | Coppe nazionali | Coppe nazionali | Coppe nazionali | Coppe continentali | Coppe continentali | Coppe continentali | Altre coppe | Altre coppe | Altre coppe | Totale | Totale |
| Stagione             | Squadra              | Comp                 | Pres       | Reti       | Comp            | Pres            | Reti            | Comp               | Pres               | Reti               | Comp        | Pres        | Reti        | Pres   | Reti   |
| -------------------- | -------------------- | -------------------- | ---------- | ---------- | --------------- | --------------- | --------------- | ------------------ | ------------------ | ------------------ | ----------- | ----------- | ----------- | ------ | ------ |
| 2017-2018            | Górnik Łęczna        | EK                   | ?          | 3          | CP              | ?               | ?               | -                  | -                  | -                  | -           | -           | -           | ?      | ?      |
| 2018-2019            | Górnik Łęczna        | EK                   | ?          | 15         | CP              | ?               | ?               | UWCL               | 3                  | 1                  | -           | -           | -           | 3+     | 1+     |
| 2019-2020            | Górnik Łęczna        | EK                   | ?          | 2          | CP              | ?               | ?               | UWCL               | 2                  | 0                  | -           | -           | -           | 2+     | 0+     |
| Totale Górnik Łęczna | Totale Górnik Łęczna | Totale Górnik Łęczna | 62         | 20         | -               | ?               | ?               | -                  | 5                  | 1                  | -           | -           | -           | 67+    | 21+    |
| 2020-2021            | Fleury               | D1                   | 19         | 4          | CF              | -               | -               | -                  | -                  | -                  | -           | -           | -           | 19     | 4      |
| 2021-2022            | Fleury               | D1                   | 20         | 5          | CF              | 4               | 0               | -                  | -                  | -                  | -           | -           | -           | 24     | 5      |
| 2022-2023            | Fleury               | D1                   | 9          | 0          | CF              | -               | -               | -                  | -                  | -                  | -           | -           | -           | 9      | 0      |
| 2023-2024            | Fleury               | D1                   | 18         | 5          | CF              | 5               | 2               | -                  | -                  | -                  | -           | -           | -           | 23     | 7      |
| Totale Fleury        | Totale Fleury        | Totale Fleury        | 65         | 13         | -               | 9               | 2               | -                  | -                  | -                  | -           | -           | -           | 74     | 15     |
| 2024-2025            | Hoffenheim           | FB                   | 17         | 2          | CG              | 4               | 1               | -                  | -                  | -                  | -           | -           | -           | 21     | 3      |
| Totale Hoffenheim    | Totale Hoffenheim    | Totale Hoffenheim    | 17         | 2          | -               | 4               | 1               | -                  | -                  | -                  | -           | -           | -           | 21     | 3      |
| Totale carriera      | Totale carriera      | Totale carriera      | 59         | 3          | -               | 6               | 0               | -                  | -                  | -                  | -           | -           | -           | 65     | 3      |

## Palmarès

### Club
- Campionato polacco: 3

Górnik Łęczna: 2017-2018, 2018-2019, 2019-2020
- Coppa di Polonia femminile: 2

Górnik Łęczna: 2017-2018, 2019-2020